# العمري سيد علي
سيد علي العمري لاعب كرة قدم جزائري ويلعب حاليا لنادي وفاق سطيف.